# Rastkogelbahn
De Rastkogelbahn is een kabelbaan met het dalstation in het plaatsje Vorderlanersbach in Oostenrijk. De kabelbaan is gebouwd door Doppelmayr voor de Rastkogelbahnen en ontsluit een gebied waar voorheen aan magnesiumontginnig werd gedaan. Oorspronkelijk bestond de kabelbaan uit een driepersoons stoeltjeslift, maar na een brand in het bergstation werd de kabelbaan aangepast. Nu worden de gebruikers via cabines voor 4 personen tot de top gebracht. 

## Zomeropenstelling
Er is geen zomeropenstelling bij de Rastkogelbahn. In plaats daarvan wordt een andere kabelbaan in Lanersbach zomers geopend, de Eggalmbahn.

## Winteropenstelling
In de winter gaat de kabelbaan wel open. Door deze kabelbaan te nemen kom je in het skigebied Penken/Rastkogel dat in totaal 157 kilometer aan pistes ontsluit. In het skigebied van de Rastkogel kan men 8 liften vinden, waaronder een 8 persoons stoeltjeslift, de Horbergjoch, twee 6 persoons stoeltjesliftjen, Wanglspitz en Lämmerbichl, een pendelbaan, de 150er Tux, een sleeplift en een babylift. In totaal heeft dit skigebied dan 28 kilometer aan pistes en ze kunnen 12.900 personen per uur naar boven (met alle liften) vervoeren.